# La Furie des vampires
Pour plus de détails, voir Fiche technique et Distribution.
La Furie des vampires (La noche de Walpurgis) est un film germano-espagnol réalisé par León Klimovsky, sorti en 1971.

## Synopsis
Deux jolies étudiantes, Elvire et Geneviève, partent à la recherche de la tombe de la comtesse Wandessa, un personnage sanguinaire du moyen âge dont la légende voudrait qu'elle ait eu des rapports avec le diable. Perdues dans le nord de la France elles vont être recueillies par le comte Waldemar Daninsky, qui les invite à rester aussi longtemps qu'ils le souhaitent. A trois, ils localisent la tombe recherchée, et l'ouvre, le cadavre revient alors à la vie. Geneviève sera ensuite vampirisée par la comtesse, on apprendra que Waldemar Daninsky devient un loup garou toutes les nuits de pleine lune et qu'il est damné pour l'éternité, une idylle naîtra entre Waldemar et Elvira dont le petit ami resté à Paris finira par s'inquiéter de rester sans nouvelles...

## Fiche technique
- Titre : La Furie des vampires
- Titre original : La noche de Walpurgis
- Réalisation : León Klimovsky
- Scénario : Hans Munkel et Paul Naschy
- Musique : Antón García Abril
- Photographie : Leopoldo Villaseñor
- Montage : Antonio Gimeno
- Direction artistique : Ludwig Orny
- Production : Salvadore Romero
- Sociétés de production : HIFI Stereo 70 Kg et Plata Films S.A.
- Pays d'origine :  Espagne,  Allemagne de l'Ouest
- Format : Couleurs - 1,85:1 - Stéréo - 70 mm
- Genre : Horreur et fantastique
- Durée : 86 minutes
- Date de sortie : 
  - Espagne : 17 mai 1971
  - France : 22 mars 1973

## Distribution
- Paul Naschy : Waldemar Daninsky
- Gaby Fuchs : Elvire
- Barbara Capell : Genevieve Bennett
- Patty Shepard : la comtesse Wandessa d'Arville de Nadasdy
- Andrés Resino : l'inspecteur Marcel
- Yelena Samarina : Elizabeth Daninsky
- José Marco : Pierre Grillon
- Betsabé Ruiz : La fiancée de Pierre
- Barta Barri : Muller
- Luis Gaspar : l'homme désemparé
- Ruperto Ares (sous le nom de Rupert Aros) : Le maire
- María Luisa Tovar : la première victime féminine
- Julio Peña : le docteur Hartwig
- Carlos Aured : L'ombre de Satan
- Eduardo Chappa : Tramp

## Autour du film
- Paul Naschy avait proposé le rôle du comte Daninsky à Lon Chaney Jr..
- Le tournage s'est déroulé à Madrid. L'action est censée se dérouler dans le nord de la France. Les paysages filmés en décors naturels nous montrent la campagne et l'architecture de monuments typiquement espagnols[4].
- Plusieurs scènes eurent droit à deux versions. Une première, habillée, pour l'exploitation du film en Espagne, et une seconde, avec les actrices dénudées, pour l'exportation à l'étranger[5].
- Le nom de famille d'Elvira (Elvire en version française) n'est jamais mentionné.

## DVD
En 2004, le film sorti chez Atlas International Seven 7 en version intégrale remasterisée, avec également L'Empreinte de Dracula. Certains passages sont en espagnol sous titrés en français.

## Série Waldemar Daninsky
- 1968 : Les Vampires du docteur Dracula (La marca del hombre lobo), d'Enrique López Eguiluz (es)
- 1970 : Dracula contre Frankenstein (Los monstruos del terror), de Tulio Demicheli
- 1971 : La Furie des vampires (La noche de Walpurgis), de León Klimovsky
- 1972 : Dr. Jekyll y el Hombre Lobo (es)), de León Klimovsky
- 1973 : L'Empreinte de Dracula (El retorno de Walpurgis), de Carlos Aured : Waldemar Daninsky / Irineus Daninsky
- 1975 : Dans les griffes du loup-garou (La maldición de la bestia), de Miquel Iglesias Bonns
- 1980 : El retorno del Hombre-Lobo (en), de Paul Naschy
- 1983 : La bestia y la espada mágica (en), de Paul Naschy
- 1987 : El aullido del diablo (es), de Paul Naschy
- 1996 : Licántropo: el asesino de la luna llena (es), de Francisco Rodríguez Gordillo (es)
- 2004 : Tomb of the Werewolf, de Fred Olen Ray